# Chuburná Puerto

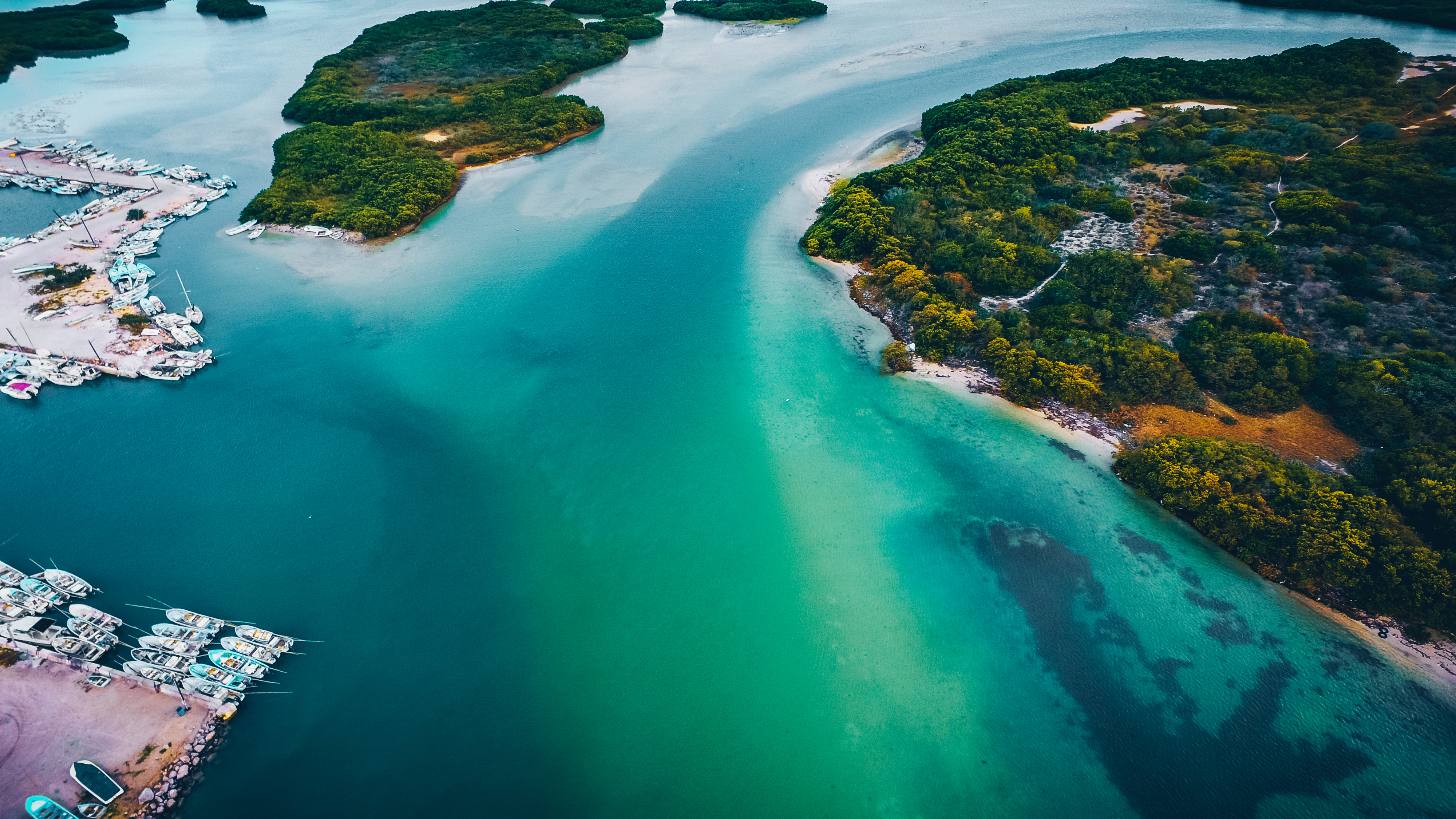
Puerto de abrigo de pescadores en Chuburná

Chuburná Puerto (oficialmente, Chuburná) es una localidad situada en el estado de Yucatán, México. Según el censo de 2020, tiene una población de 2874 habitantes.
Está ubicada en el litoral norte de la península de Yucatán, al poniente del puerto de Progreso.
Ha sido transformado en un lugar preponderantemente turístico gracias a sus playas. La localidad es muy visitada, particularmente durante los meses del verano.

## Toponimia
El nombre (Chuburná) proviene de los vocablos mayas 'Chubul naah', que en español se traduce como "Chubul" (género de algodón amarillento) y "naah" (casa o edificio), es decir, la casa del algodón amarillo. 
Otra posible traducción sería lugar donde se inundan las casas.

## Localización
Chuburná se encuentra 20 km al poniente del puerto de Progreso y 56 km al nor-poniente de la ciudad de Mérida, la capital del estado de Yucatán

## Datos históricos
Es uno de los lugares más antiguos del municipio de Progreso. Chuburná y Chicxulub fueron declaradas poblaciones vigías de Yucatán en 1663 por el gobierno de Juan Francisco Esquivel y de la Rosa para la defensa de la costa contra la incursión de los piratas que operaban desde la Laguna de Términos.
En los alrededores de Chuburná hay vestigios de la civilización maya.

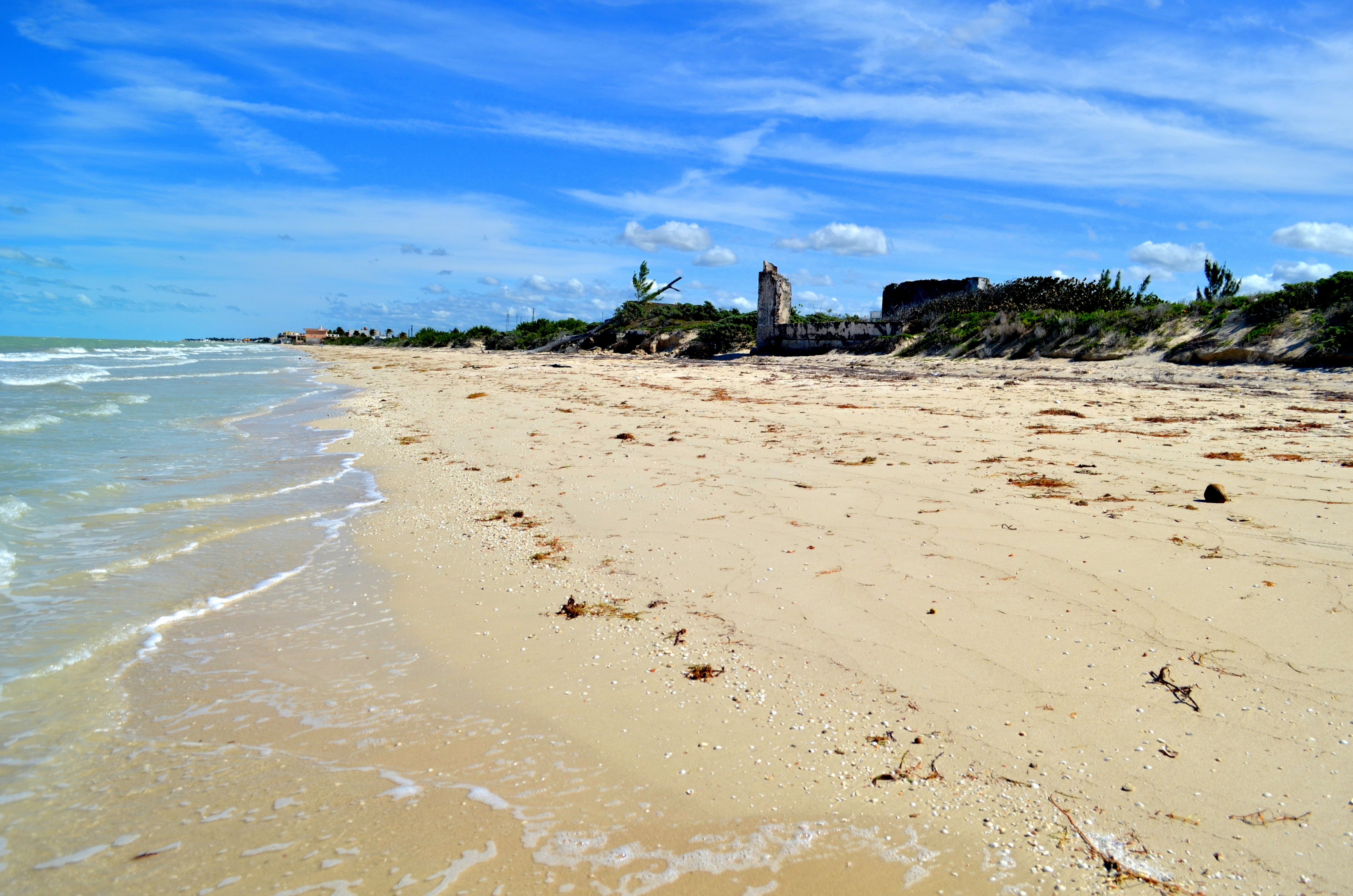
Playa de Chuburná Puerto

## Demografía
Según el censo de 2020 realizado por el INEGI, la población de la localidad es de 2874 habitantes, de los cuales 1492 son hombres y 1382 son mujeres.
| 110                         | 101 | 139 | 189 | 273 | 328 | 463 | 603 | 801 | ? | ? | ? | 1720 | 2874 |
| (Fuente: INEGI [Consultar]) |     |     |     |     |     |     |     |     |   |   |   |      |      |

## Galería

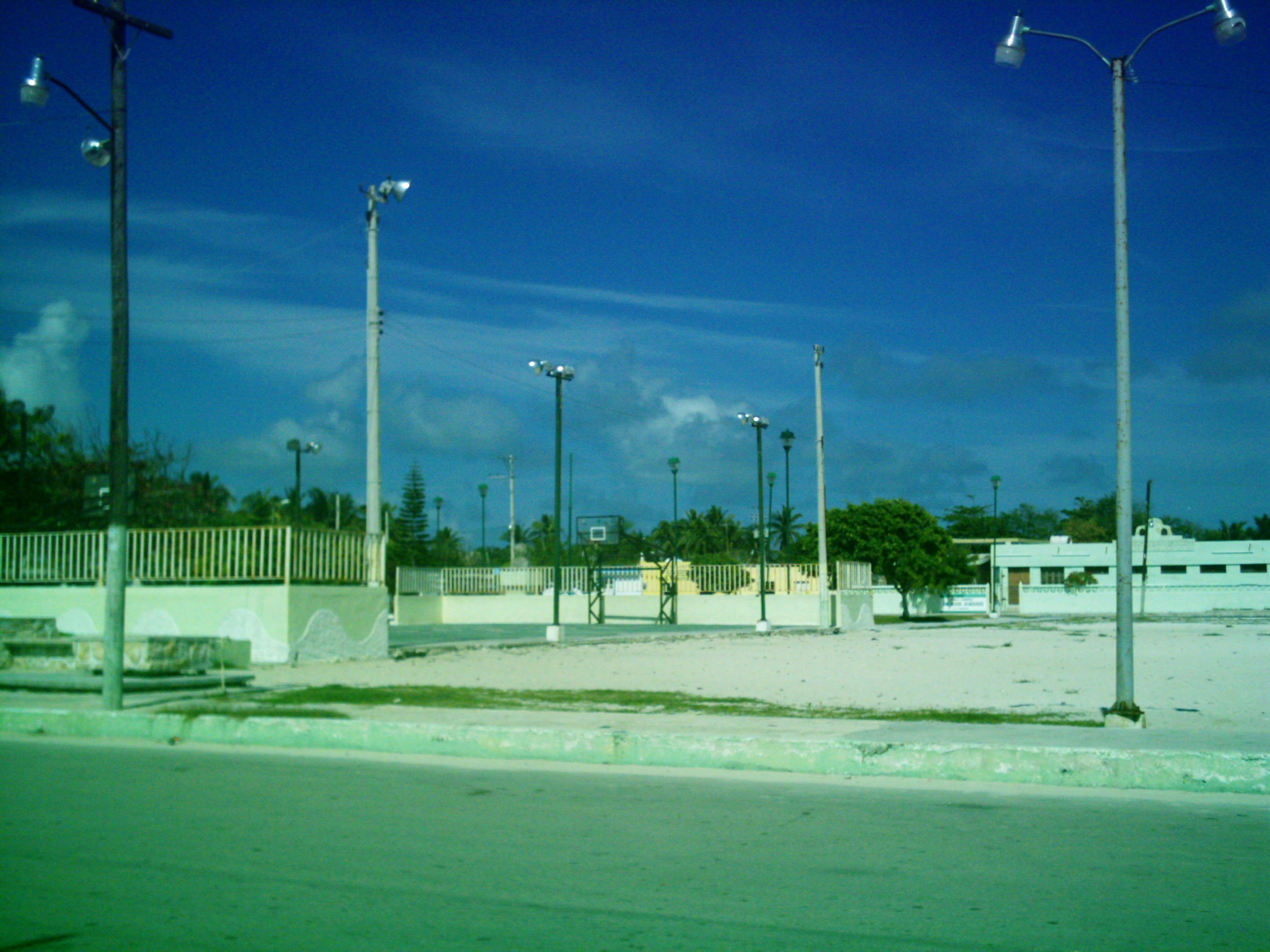
Parque principal de Chuburná Puerto
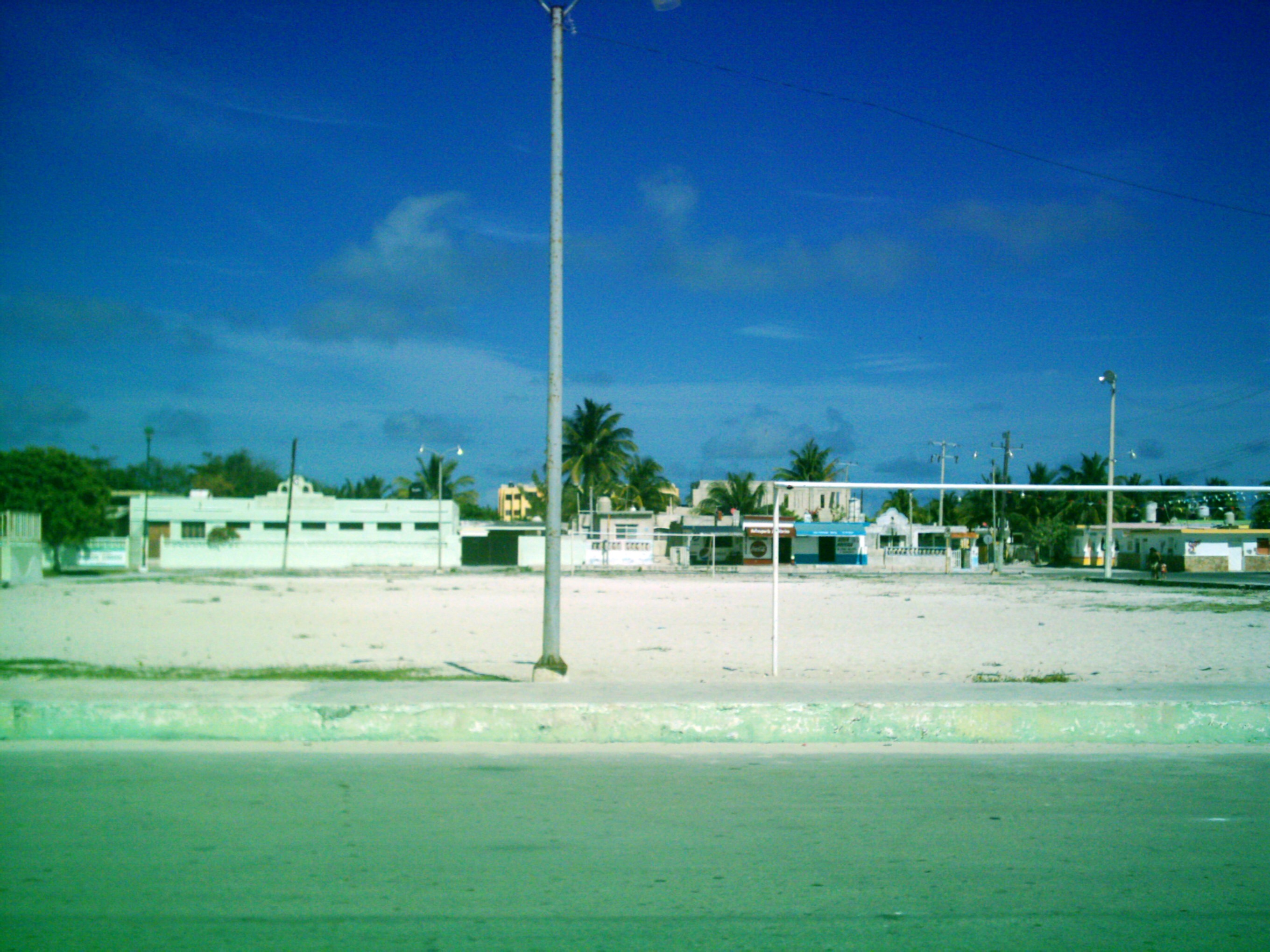
Parque principal de Chuburná Puerto
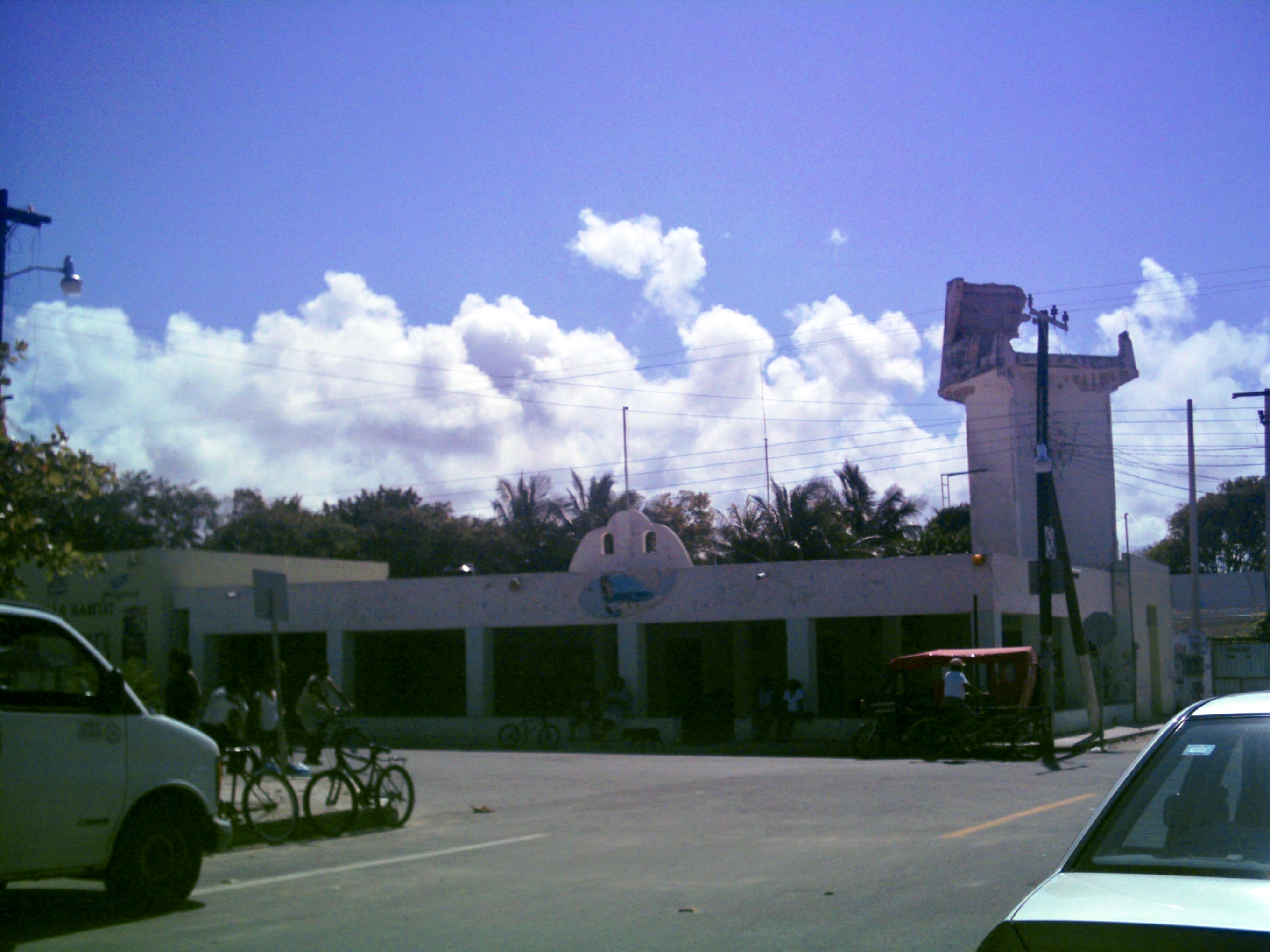
Casa comisarial de Chuburná Puerto
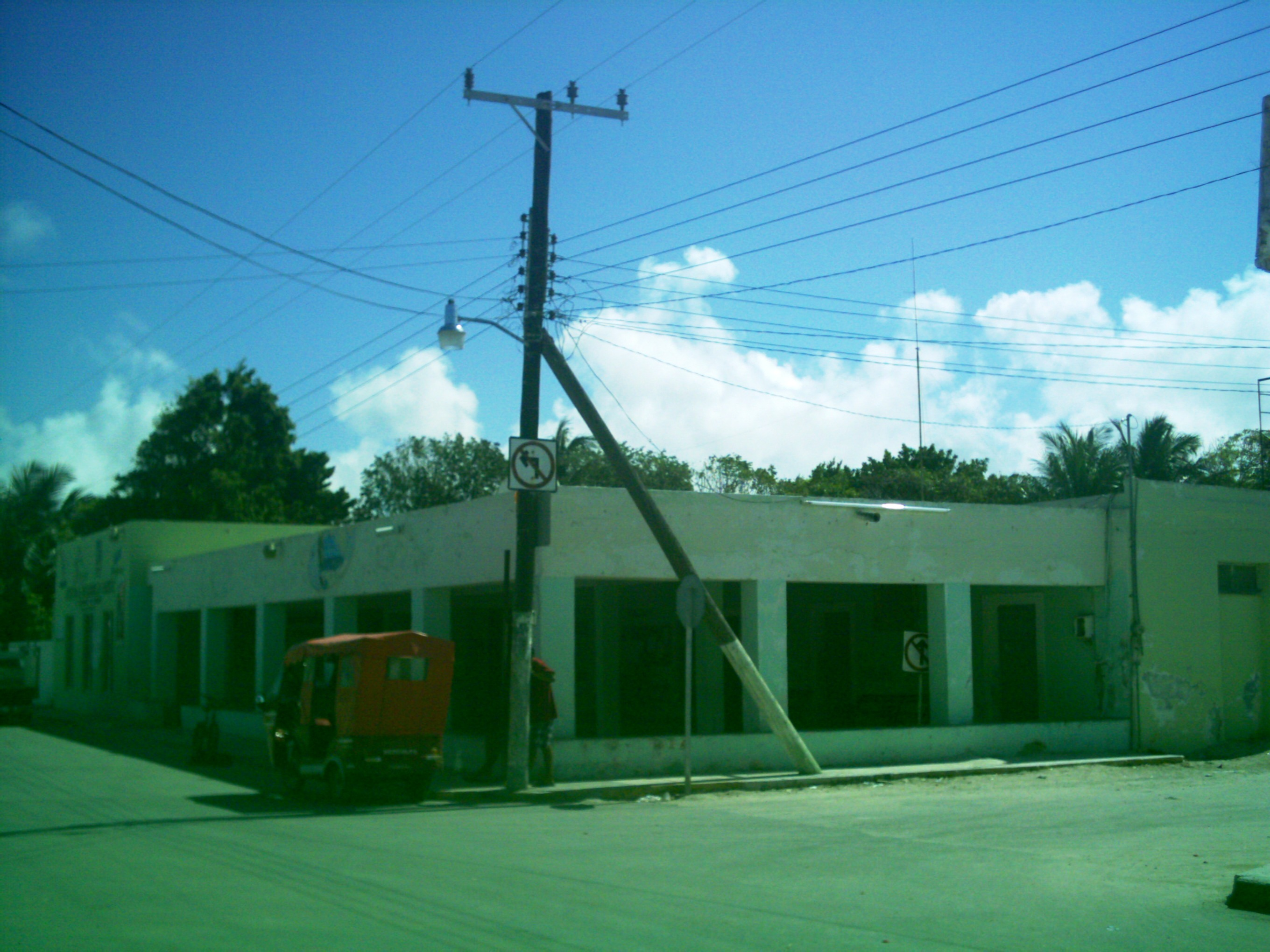
Casa comisarial de Chuburná